# Ԁ
Ԁ, ԁ или Коми Д е буква от Молодцовската азбука, която е модификация на кирилицата. Използвана е през 1920-те години на 20 век в коми езика. Малката форма на буквата е еднаква на малката форма d на латинската буква D, а голямата буква наподобява преобърнато Р или Ь. Обозначава звучния зъбен преграден съгласен звук [д] (/d/). В останалите азбуки, базирани на кирилицата звукът се бележи с буква Д.

## Кодове
| Буква  | Уникод |
| ------ | ------ |
| Главна | U+0500 |
| Малка  | U+0501 |